# Carlo Malatesta de Talamello
Carlo Malatesta de Talamello (Rímini, 1625 - després del 1655) fou fill de Segimon Malatesta de Sogliano. Fou comte de Talamello i senyor de Seguno, Pratolina, Rufiano, Meleto, Sapeto, Cigna, Bucchio, Monteguidi, Pozzuolo Vallenzera, Sassetta i Soasia, Patrici de Rimini. A conseqüència dels deutes que tenia va haver de vendre Talamello i els seus annexes de Seguno, Pratolina, Rufiano, Meleto, Sapeto, Cigna, Bucchio, Pozzuolo Vallenzera, Sassetta, Soasia i 1/10 de Pondo (16 de novembre de 1655) als Pamphili per 5.500 escuts romans, venda confirmada per Alexandre VII el 22 de desembre del 1655.